# Zborov nad Bystricou
Zborov nad Bystricou es un municipio del distrito de Čadca en la región de Žilina, Eslovaquia, con una población estimada a final del año 2024 de 2137 habitantes.
Se encuentra ubicado al noroeste de la región, cerca del curso alto del río Váh (cuenca hidrográfica del Danubio) y de la frontera con la República Checa y Polonia.

## Demografía
| Año        | 1994 | 2004    | 2014    | 2024    |
| ---------- | ---- | ------- | ------- | ------- |
| Población  | 2137 | 2282    | 2253    | 2137    |
| Diferencia |      | +6,78 % | −1,27 % | −5,14 % |

| Año        | 2023 | 2024    |
| ---------- | ---- | ------- |
| Población  | 2142 | 2137    |
| Diferencia |      | −0,23 % |